# 東経133度線
東経133度線（とうけい133どせん）は、本初子午線面から東へ133度の角度を成す経線である。北極点から北極海、アジア、太平洋、オーストラリア、インド洋、南極海、南極大陸を通過して南極点までを結ぶ。東経133度線は、西経47度線と共に大円を形成する。

## 通過する地域一覧
東経133度線は、北極点から南極点まで南に向かって以下の場所を通っている。
| 地理座標                                               | 国土・領土・領海 | 備考 |
| ------------------------------------------------------ | ---------------- | --- |
| 北緯90度0分 東経133度0分 / 北緯90.000度 東経133.000度  | 北極海           | |
| 北緯76度53分 東経133度0分 / 北緯76.883度 東経133.000度 | ラプテフ海       | |
| 北緯71度58分 東経133度0分 / 北緯71.967度 東経133.000度 | ロシア           | |
| 北緯48度2分 東経133度0分 / 北緯48.033度 東経133.000度  | 中華人民共和国   | 黒龍江省 |
| 北緯45度2分 東経133度0分 / 北緯45.033度 東経133.000度  | ロシア           | |
| 北緯42度48分 東経133度0分 / 北緯42.800度 東経133.000度 | 日本海           | |
| 北緯36度7分 東経133度0分 / 北緯36.117度 東経133.000度  | 日本             | 西ノ島 - 島根県 |
| 北緯36度5分 東経133度0分 / 北緯36.083度 東経133.000度  | 日本海           | 北緯36度3分 東経133度0分 / 北緯36.050度 東経133.000度付近で西ノ島を通過 北緯36度2分 東経133度0分 / 北緯36.033度 東経133.000度付近で知夫里島を通過                                                                          |
| 北緯35度32分 東経133度0分 / 北緯35.533度 東経133.000度 | 日本             | 本州: — 島根県（北緯35度29分 東経133度0分 / 北緯35.483度 東経133.000度から北緯35度26分 東経133度0分 / 北緯35.433度 東経133.000度までは宍道湖を通過） — 広島県（北緯35度6分 東経133度0分 / 北緯35.100度 東経133.000度から） |
| 北緯34度20分 東経133度0分 / 北緯34.333度 東経133.000度 | 瀬戸内海         | |
| 北緯34度17分 東経133度0分 / 北緯34.283度 東経133.000度 | 日本             | 大三島: — 愛媛県 |
| 北緯34度12分 東経133度0分 / 北緯34.200度 東経133.000度 | 瀬戸内海         | 北緯34度9分 東経132度0分 / 北緯34.150度 東経132.000度付近で津島（愛媛県）を通過 |
| 北緯34度4分 東経133度0分 / 北緯34.067度 東経133.000度  | 日本             | 四国: — 愛媛県 — 高知県（北緯33度29分 東経133度0分 / 北緯33.483度 東経133.000度から） - 足摺岬付近を通過 |
| 北緯32度43分 東経133度0分 / 北緯32.717度 東経133.000度 | 太平洋           | |
| 南緯0度29分 東経133度0分 / 南緯0.483度 東経133.000度   | インドネシア     | ニューギニア島 |
| 南緯2度16分 東経133度0分 / 南緯2.267度 東経133.000度   | ベラウ湾         | |
| 南緯2度33分 東経133度0分 / 南緯2.550度 東経133.000度   | インドネシア     | ニューギニア島 |
| 南緯4度6分 東経133度0分 / 南緯4.100度 東経133.000度    | アラフラ海       | |
| 南緯5度39分 東経133度0分 / 南緯5.650度 東経133.000度   | インドネシア     | カイ諸島・大カイ島（英語版） |
| 南緯5度42分 東経133度0分 / 南緯5.700度 東経133.000度   | アラフラ海       | |
| 南緯11度26分 東経133度0分 / 南緯11.433度 東経133.000度 | オーストラリア   | ノーザンテリトリー 南オーストラリア州（南緯26度0分 東経133度0分 / 南緯26.000度 東経133.000度から） |
| 南緯32度5分 東経133度0分 / 南緯32.083度 東経133.000度  | インド洋         | オーストラリア当局は当海域が南極海の一部である旨を主張している[1][2] |
| 南緯60度0分 東経133度0分 / 南緯60.000度 東経133.000度  | 南極海           | |
| 南緯66度10分 東経133度0分 / 南緯66.167度 東経133.000度 | 南極大陸         | オーストラリア南極領土 - オーストラリアが領有権主張 |